# Ребордаиньюш
Ребордаиньюш (порт. Rebordainhos) — бывший район (фрегезия) в Португалии, входил в округ Браганса. Являлся составной частью муниципалитета Браганса. По старому административному делению входил в провинцию Траз-уж-Монтиш и Алту-Дору. Входил в экономико-статистический субрегион Алту-Траз-уш-Монтеш, который входит в Северный регион. Население составляло 188 человек на 2001 год. Занимал площадь 12,53 км².
При реорганизации 2012—2013 годов был объединён с Помбарешем. 
Покровителем района считается Мария Магдалина (порт. Santa Maria Madalena).